# RiddoDuottarMuseat
RiddoDuottarMuseat är en stiftelse som administrerar fyra museer i fyra kommuner i västra Finnmarks fylke och en  
samisk konstsamling.

## Ingående museer
- Sámiid Vuorká-Dávvirat / De Samiske Samlinger i Karasjok (69°28′24.44″N 25°31′12.27″Ö / 69.4734556°N 25.5200750°Ö)
- Guovdageainnu gilišillju / Kautokeino bygdetun i Kautokeino (69°00′30.86″N 23°02′55.08″Ö / 69.0085722°N 23.0486333°Ö)
- Porsáŋggu musea / Porsankin museo / Porsanger museum i Porsanger (70°10′46.0″N 24°54′32.58″Ö / 70.179444°N 24.9090500°Ö)
- Jáhkovuona Mearrasámi musea / Kokelv sjøsamiske museum i Kvalsund kommun (70°37′31.65″N 24°41′05.75″Ö / 70.6254583°N 24.6849306°Ö)

## Utbyggnad
Den befintliga museibyggnaden i Karasjok kommer att rivas och ersättas med en ny byggnad med plats för både De Samiske Samlinger och konstsamlingen. Planerna presenterades på ett möte den 15 maj 2024.